# Siddipet (Distrikt)
Der Distrikt Siddipet (Telugu సిద్దిపేట జిల్లా, Urdu سدی پیٹ ضلع) ist ein Verwaltungsdistrikt im südindischen Bundesstaat Telangana. Verwaltungssitz ist die Stadt Siddipet.

## Geographie

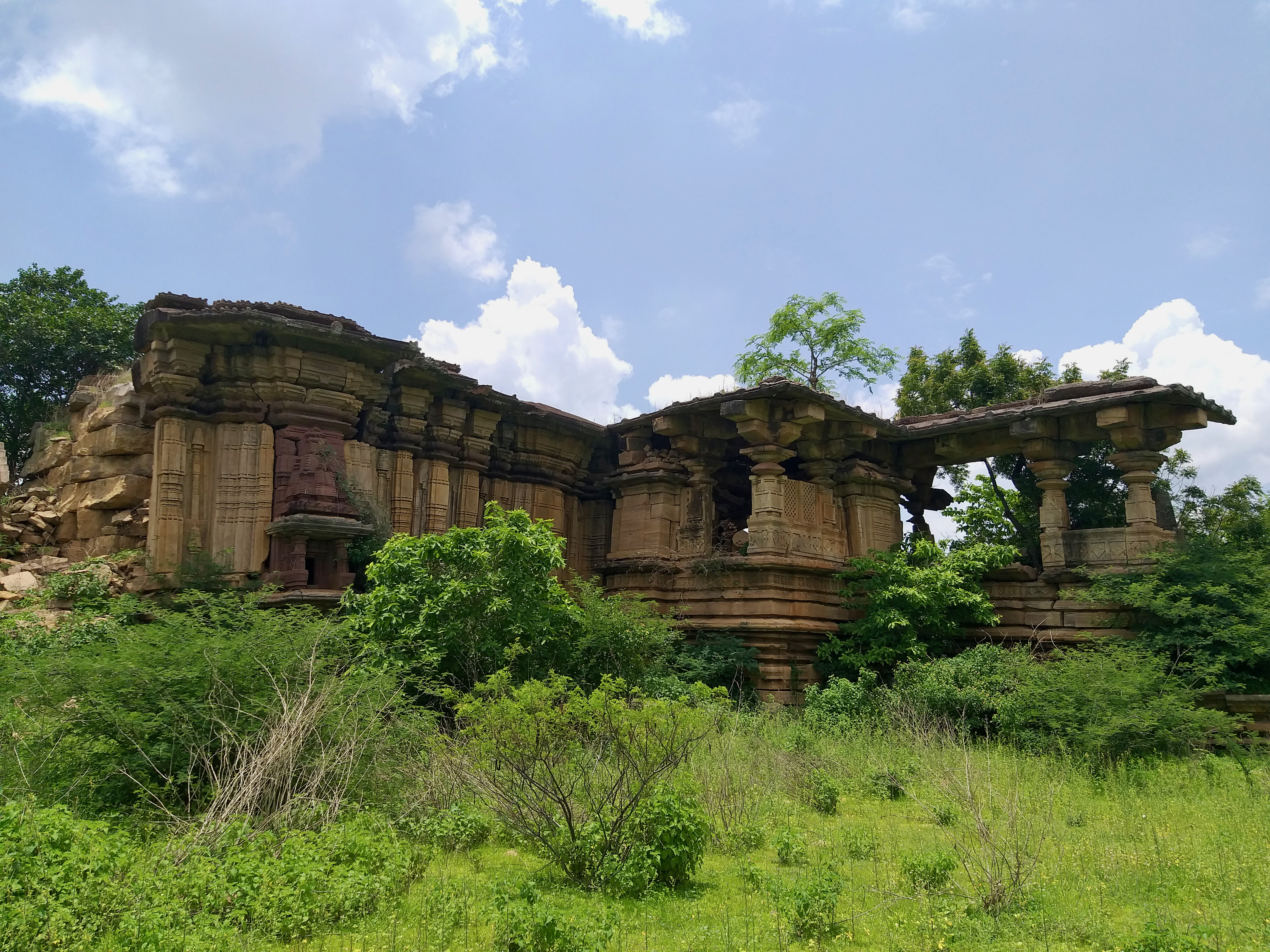
Shivatempelruinen von Khammampally

Der Distrikt liegt zentral in Telangana in der Hochebene des Dekkan. Zur Distriktfläche gibt es unterschiedliche Angaben: 3646,94 km² oder 3651,70 km² (902.355 acres, beide Angaben von der Distrikt-Webseite).
Die angrenzenden Distrikte in Telangana sind Rajanna Sircilla im Norden, Karimnagar und Hanumakonda im Osten, Jangaon, Yadadri Bhuvanagiri und Medchal-Malkajgiri im Süden sowie Medak und Kamareddy im Westen.

## Geschichte
Seit der Bildung des Staates Hyderabad im Jahr 1726 stand das Gebiet Telanganas unter der Herrschaft der Asaf-Jah-Dynastie, die hier bis zur Annexion Hyderabads durch das unabhängig gewordene Indien im Jahr 1948 herrschte. 1956 wurde der Staat Hyderabad im States Reorganisation Act aufgelöst, und seine Telugu-sprachigen Anteile in den neuen Bundesstaat Andhra Pradesh eingegliedert. 2014 wurde das Gebiet von Telangana ein eigener Bundesstaat. In Telangana wurde am 11. Oktober 2016 eine neue Distrikteinteilung umgesetzt. Es wurden 21 neue Distrikte geschaffen und die alten vorbestehenden zehn Distrikte entsprechend verkleinert. Dabei entstand auch der Distrikt Siddipet neu aus Teilen der Distrikte Medak, Karimnagar und Warangal.

## Demografie
Bei der Volkszählung 2011 hatte der Distrikt (in den Grenzen ab 2016) 1.012.065 Einwohner. Die Bevölkerungsdichte lag mit 277 bis 278 Einwohnern pro km² (je nach zugrundegelegter Distriktfläche) unter dem Durchschnitt Telanganas (312 Einwohner/km²). Das Geschlechterverhältnis war mit 504.141 Männern auf 507.924 Frauen einigermaßen ausgeglichen. Die Alphabetisierungsrate lag mit 61,61 % (Männer 72,30 %, Frauen 51,08 %) unter dem Durchschnitt Telanganas (66,54 %) und Indiens (74,04 %). Der Urbanisierungsgrad war mit 13,74 % ebenfalls deutlich niedriger als der Durchschnitt Telanganas (38,88 %). 187.508 Personen (18,53 % der Bevölkerung) gehörten zu den scheduled castes und 25.010 (2,47 %) zu den scheduled tribes.

## Wirtschaft
Beim Zensus 2011 wurden 509.563 Personen (50,35 % der Bevölkerung) als arbeitend registriert. Darunter befanden sich 156.467 Bauern (cultivators, 30,71 %) und 171.665 Landarbeiter (agricultural labourers, 33,69 %), 40.520 Personen (7,95 %), die in Heimindustrien (household industries) arbeiteten, und 140.911 sonstige Arbeitende (27,65 %). Für den Ackerbau genutzt wurden in der Sommerernte (Vanakalam) 2021–22 310.808 acres (1258 km²), davon 167.434 acres in Bewässerungsfeldwirtschaft. Die Bewirtschaftung erfolgte überwiegend in Klein- und Kleinstbetrieben. Von den 292.662 Landbesitzern (2015–16) bewirtschafteten 203.697 weniger als einen Hektar Land (marginal farmers) und 64.909 zwischen ein und zwei Hektar (small farmers). Hauptsächlich angebaut wurden Reis (167.218 acres), Baumwolle (90,146 acres), Mais (36.646 acres) und Straucherbsen (red gram, 16.019 acres).

## Besonderheiten
Im Ort Wargal befindet sich mit dem Sri Vidya Saraswathi Shaneeshwara-Tempel einer der wenigen Sarasvati-Tempel Telanganas. Der Tempel wurde in den 1990er Jahren erbaut und gilt als bedeutendster Sarasvati-Tempel Telanganas nach dem Gnana-Saraswati-Tempel im Ort Basar (Distrikt Nirmal).